# Фиделио
Фиделио, изворно назван Leonore, oder Der Triumph der ehelichen Liebe (Леонора, или Тријумф брачне љубави), Оп. 72, је једина опера Лудвига ван Бетовена. Немачки либрето првобитно је припремио Јозеф Сонлајтнер од Француза Жан-Николе Бујиа, са премијером у Бечком позоришту 20. новембра 1805. Следеће године Штефан фон Бројнинг помогао је да се рад скрати са три дела на два. Након даљег рада на либрету Георга Фридриха Трајтшкеа, коначна верзија изведена је у Кернтнертор позоришту 23. маја 1814. По договору се обе прве верзије називају Леоноре.
Либрето говори о томе како Леонора, прерушена у затворског чувара под именом "Фиделио", спасава свог супруга Флорестана од смрти у политичком затвору. Бујијев сценарио уклапа се у Бетовенову естетску и политичку перспективу: причу о личној жртви, јунаштву и коначном тријумфу. Са својом прикривеном борбом за слободу и правду која одражава савремене политичке покрете у Европи, такве теме су типичне за Бетовенов „средњи период“. Значајни тренуци у опери укључују "Збор затвореника" (O welche Lust), оду слободи коју пева хор политичких затвореника, Флорестанову визију Леоноре која долази као анђео да га спасе и призор у коме се коначно дешава спас. Финале слави храброст Леоноре са наизменичним доприносима солиста и хора.

## Композиција и историја перформанса
Дело има дугу и компликовану историју композиције: прошло је кроз три верзије током Бетовенове каријере, а део музике је први пут написан као део раније, никад довршене опере.
Првобитни Фиделио потиче из 1803. године, када је либретиста и импресарио Емануел Шиканедер склопио уговор са Бетовеном за писање опере. Уговором је било обухваћено бесплатно преноћиште за Бетовена у апартманском комплексу који је био део великог приградског театра Шиканедер, Бечком позоришту. Бетовен је требало да постави нови либрето Шиканедера, под називом Весталска ватра (Vestas Feuer); међутим, овај либрето није се допао Бетовену. Провео је око месец дана компонујући музику за тај либрето, а потом је напустио када му је пажњу заокупио либрето за Фиделија.
Време које је Бетовен провео на Весталској ватри није у потпуности изгубљено, јер су две важне нумере из Фиделија, Пизарово „Ha! Welch’ ein Augenblick! “ и дует "O namenlose Freude" за Леонору и Флорестана, настале као музика за Весталску ватру. Бетовен је наставио да живи у Бечком позоришту неко време након што је заменио Весталску ватру за Фиделија, па је на крају ослобођен од својих обавеза према Шиканедеру након што је овај добио отказ са свог положаја позоришног редитеља 1804. године. 
Сам Фиделио, кога је Бетовен започео 1804. одмах по одустајању од Весталске ватре, први пут је изведен 1805. године а композитор га је увелико ревидирао за наредне наступе 1806. и 1814. Иако је Бетовен користио наслов Leonore, oder Der Triumph der ehelichen Liebe ("Леонора, или тријумф брачне љубави"), представе из 1805. објављене су као Фиделио на инсистирање театра, како би се избегла пометња са опером из 1798, Léonore, ou L’amour conjugal Пјера Гавоа, и опером из 1804, Леонора Фердинанда Паера. Бетовен је објавио либрето из 1806. године а 1810. године, изгласано је да се назив Леонора користи за верзије из 1805. (тро-чинска) и 1806. (дво-чинска) а Фиделио само за коначну верзију из 1814. године.
Прва верзија са тро-чинским немачким либретомкоји је прилагодио Јозеф Сонлајтнер од Француза Жан-Никола Бујиа, премијерно је представљена у Бечком театру 20. новембра 1805, уз додатне представе следеће две вечери. Успех ових представа ометала је чињеница да је Беч био под француском војном окупацијом, а већина публике били су француски војни официри који су се мало интересовали за немачку оперу.
Након ове премијере, Бетовенови пријатељи предложили су му да ревидира и скрати оперу на само два чина, а то је учинио уз помоћ свог блиског пријатеља Штефана фон Бројнинга. Композитор је такође написао нову увертиру (данас познату као "Леонора бр.3"; види доле). У овом облику опера је први пут изведена 29. марта и 10. априла 1806. године, са већим успехом. Даље представе спречене су неслагањем Бетовена и руководства позоришта.
1814. Бетовен је још једном ревидирао своју оперу, додатним радом на либрету Георга Фридриха Трајтшкеа. Ова верзија је први пут изведена у Кернтнертор театру 23. маја 1814. године, поново под називом Фиделио. 17-годишњи Франц Шуберт био је у публици, пошто је продао своје школске књиге како би добио карту. Све слабијег слуха Бетовен је извео представу, "потпомогнут" Михалом Умлауфом, који је касније извршио исти задатак за Бетовена на премијери Девете симфоније. Улогу Пизара преузео је Јохан Михаел Вогл, који је касније постао познат по сарадњи са Шубертом. Ова верзија опере била је велики успех, а Фиделио је од тада део оперског репертоара.
Иако су критичари приметили сличност заплета са Глуковом опером Орфеј и Еуридика - подземном спасилачком мисијом у којој главни јунак мора да контролише или прикрије своје емоције како би пронашао свог супружника, не знамо да ли је или није Бетовен или било ко од либретиста то имао на уму током припремања опере.
Ниједно друго дело Бетовена није му изазвало толико фрустрације и разочарања. Сматрао је да су потешкоће око писања и продуцирања опере толико непријатне, да никада није покушао да компонује другу. У писму Трајтшкеу рекао је: "Уверавам вас, драги Трајтшке, да ће ми ова опера донети мученичку круну. Својом сарадњом сте спасили оно што је најбоље од бродолома. За све то ћу вам бити вечно захвалан."
Комплетан резултат објављен је тек 1826. године, а све три верзије познате су као Бетовенов Опус 72.
Прва представа изван Беча одиграла се у Прагу 21. новембра 1814, а поновно извођење у Бечу 3. новембра 1822. опера је у дво-чинској верзији постављена у Лондону 18. маја 1832. у Краљевском театру и у Њујорку 9. септембра 1839. у позоришту Парк.

### У јекуДругог светског рата
Фиделио је прво комплетно извођење опере Артура Тосканинија које је емитовано на радију у Сједињеним Државама, преко радио мреже НБЦ, у децембру 1944. године, од стране Симфонијског оркестра НБЦ, у ком су учествовали солисти Роуз Бамптон и Жан Пирс (мада је емитовање једног чина, који је извео Тосканини, раније преношено радио таласима, са наступа 16. августа 1936. у Салзбургу). Подељено у две узастопне емисије, представе из 1944. године РЦА Виктор је касније објавио на ЛП-у и ЦД-у.
Фиделио је прва опера изведена у Берлину након завршетка Другог светског рата, са поставом Немачке опере, под диригентском палицом Роберта Хегера у једином неоштећеном позоришту, Западном позоришту, у септембру 1945. Тада је Томас Ман напоменуо: "Колика је количина апатије била потребна [музичарима и публици] да слушају Фиделија у Химлеровој Немачкој, без да су прекрили лица и појурили из дворане!" 

Убрзо након завршетка Другог светског рата и пада нацизма, диригент Вилхелм Фуртвенглер напоменуо је у Салзбургу 1948: 
 "Брачна љубав Леоноре се приказује модерном појединцу наоружаном реализмом и психологијом, неповратно апстрактна и теоријска. . . . Сада, када су политички догађаји у Немачкој вратили појмовиме људског достојанства и слободе њиховом првобитном значају, ово је опера која, захваљујући Бетовеновој музици, даје угодност и храброст. . . . Свакако, Фиделио није опера у смислу на који смо навикли, нити је Бетовен музичар позоришта, нити драматург. Он је нешто мало више, читав музичар, а осим тога, светац и визионар. Оно што нас узнемирава није материјални ефекат, нити чињеница „затвора“; било који филм могао би створити исти ефекат. Не, то је музика, то је сам Бетовен. Због ове „носталгије слободе“ коју он осећа, или још боље, чини да ми осећамо; то нас покреће до суза. Његов Фиделио има више миса него Опера; осећања која изражава потичу из сфере светог и проповедају "религију човечанства" коју никад нисмо нашли толико лепу или потребну као данас, након свега што смо проживели. У томе лежи јединствена снага ове јединствене опере. . . . Независно од било ког историјског разматрања ... порука Фиделија додирује нас дубоко.

Схватамо да ће и за нас Европљане, као и за све мушкарце, ова музика увек представљати апел нашој савести. 
 5. новембра 1955. поново је отворена Бечка државна опера са Фиделиом, дириговао је Карл Бом. Овај наступ био је први телевизијски пренос уживо ОРФ-а у време када је у Аустрији било око 800 телевизијских пријемника.
Прва Фиделиова ноћ у Семперопери у Дрездену 7. октобра 1989. године поводом 40. годишњице ДДР-а (Источне Немачке) поклопила се са насилним демонстрацијама на главној градској железничкој станици. Аплауз након „Збора затвореника“ прекинуо је перформанс дуже време, а продукција Кристине Милиц учинила је да се хор на крају појави у нормалној уличној одећи, што је означило њихову улогу као представника публике. Четири недеље касније, 9. новембра 1989, пад Берлинског зида наговестио је крај режима у Источној Немачкој.

## Увертире
Бетовен се потрудио да створи одговарајућу увертиру за Фиделија, и на крају је прошао кроз четири верзије. Сматра се да је његов први покушај, за премијеру 1805, увертира која је сада позната под називом „Леонора бр. 2". Бетовен се затим фокусирао на ову верзију за представе 1806, стварајући "Леонору бр. 3". Ову другу верзију многи слушаоци сматрају највећом од четири увертире, али као интензивно драматичан, симфонијски покрет пуних размера имао је ефекат надвладавања (прилично лаких) почетних сцена опере. Бетовен је у складу с тим експериментисао скраћујући је, за планирану представу 1808. године у Прагу; за ово се верује да је верзија која се сада зове „Леонора бр.1". Коначно, за обнављање 1814. Бетовен је почео изнова и са свежим музичким материјалом написао оно што сада знамо као увертиру Фиделија. Како се чини да ова лаганија увертира најбоље делује међу ових четири као почетак опере, последња намера Бетовена углавном се поштује у савременој продукцији.
Док неки верују да је Густав Малер увео праксу извођења "Леоноре бр. 3" између две сцене другог чина, нечег што је било уобичајено до средине двадесетог века, Дејвид Кернс каже да та пракса сеже уназад до средине 19. века и да је то било пре Малера. На овом месту, делује као својеврсна музичка реприза сцене спашавања која се управо догодила. Нова, модерно обликована продукција, која је премијерно представљена у Будимпешти, октобра 2008, на пример, има увертиру "Леонора бр. 3" на овом месту.

## Улоге
| Улога                                                                 | Тип гласа   | Премијерна улога, Прва верзија: 3 чина 20. новембра 1805 ( Диригент :Ињац фон Сејфрид) | Премијерна улога, Друга верзија: 2 чина 29. марта 1806 (Диригент: Ињац фон Сејфрид) | Премијерна улога, Коначна верзија: 2 чина 23. маја 1814 (Диригент: Михаел Умлауф) |
| --------------------------------------------------------------------- | ----------- | -------------------------------------------------------------------------------------- | ----------------------------------------------------------------------------------- | --------------------------------------------------------------------------------- |
| Флорестан, затвореник                                                 | тенор       | Карл Демер                                                                             | Јозеф Аугуст Рекел                                                                  | Јулиус Радичи                                                                     |
| Леонора, његова супруга, прерушена у мушкарца под псеудонимом Фиделио | сопран      | Ана Милдер                                                                             | Ана Милдер                                                                          | Ана Милдер                                                                        |
| Роко, (чувар)                                                         | бас         | Јозеф Роте                                                                             | Јозеф Роте                                                                          | Карл Вајнмилер                                                                    |
| Марцелина, његова ћерка                                               | сопран      | Луиза Милер                                                                            | Луиза Милер                                                                         | Ана Бондра                                                                        |
| Хакино, помоћник Рока                                                 | тенор       | Јозеф Каше                                                                             | Јозеф Каше                                                                          | Јозеф Фривалд                                                                     |
| Дон Пизаро, управник затвора                                          | баритон     | Себастијан Мајер                                                                       | Себастијан Мајер                                                                    | Јохан Михаел Вогл                                                                 |
| Дон Фернандо, краљев министар                                         | баритон     | Јохан Михаел Вајнкопф                                                                  | Јохан Михаел Вајнкопф                                                               | Ињац Сал                                                                          |
| Два затвореника                                                       | тенор и бас | Непознат                                                                               | Непознат                                                                            | Непознат                                                                          |
| Војници, заробљеници, мештани                                         |             |                                                                                        |                                                                                     |                                                                                   |

## Синопсис
Две године пре прве сцене, шпански племић Флорестан разоткрио је или покушао да разоткрије одређене злочине ривалског племића Пизароа. Осветивши се, Пизаро је потајно затворио Флорестана у затвор над којим је гувернер - управник. Истовремено, Пизаро је ширио лажне гласине о Флорестановој смрти. 
Управник затвора Роко има ћерку Марцелину и помоћника Хакина који је заљубљен у Марцелину. Верна Флорестанова супруга Леонора сумња да је њен муж још увек жив. Прерушена у младића под псеудонимом „Фиделио“, она се запошљава радећи за Рока. Као младић Фиделио, она заслужује наклоност свог послодавца Рока, а такође и наклоност његове ћерке Марцелине, изазивајући велику Хакинову љутњу.
По налогу, Роко је дао затвореном Флорестану смањене оброке док скоро није страдао од глади.
Место: Шпански државни затвор, неколико миља од Севиље
Време: Касни 18. век

### Чин 1
Хакино и Марцелина су сами у Роковој кући. Хакино пита Марцелину када ће пристати да се уда за њега, али она каже да се никада неће удати за њега сада када се заљубила у Фиделија, несвесна да је Фиделио заправо прерушена Леонора (Jetzt, Schätzchen, jetzt sind wir allein - "Сада, душо, сада смо сами"). Хакино одлази, а Марцелина изражава жељу да постане Фиделиова супруга (O wär ich schon mit dir vereint - "Кад бих већ била уједињена с тобом". Роко улази и тражи Фиделија, поздравља га и погрешно тумачи његов скромни одговор као скривену заљубљеност у његову ћерку. Марцелина, Фиделио, Роко и Хакино певају квартет о љубави коју Марцелина осећа према Фиделију (Mir ist so wunderbar - "Чудесан осећај ме испуњава", познат и као Канон Квартет).
Роко каже Фиделију да чим гувернер оде за Севиљу, Марцелина и Фиделио могу да се венчају. Каже им, међутим, да ако немају новца, они неће бити срећни. (Hat man nicht auch Gold beineben - "Ако немате новаца"). Фиделио захтева да зна зашто Роко не дозвољава помоћ у тамницама, поготово јер се чини да се увек враћа кратког даха. Роко каже да тамо доле постоји тамница у коју никада не може ући Фиделио, у којој живи човек који лежи две године. Марцелина моли свог оца да држи Леонору подаље од тако страшног призора, али Леонора тврди да има довољно храбрости да се избори с тим. Рокио и Леонора певају о храбрости (Gut, Söhnchen, gut - "У реду, сине, у реду"), а Марцелина се придружује њиховим одобравањима. 
Сви осим Рока одлазе. Чује се марш док Пизаро улази са својим чуварима. Роко упозорава Пизароа да министар планира сутрашњу неочекивану посету како би истражио оптужбе за Пизарову суровост. Пизаро узвикује да не може дозволити да министар открије заробљеног Флорестана, за кога се сматра да је мртав. Уместо тога, Пизаро ће убити Флорестана (Ha, welch ein Augenblick - "Ха! Какав тренутак!"). Као сигнал, Пизаро наређује да се приликом доласка министра зачује труба. Нуди Року новац да убије Флорестана, али Роко одбија (Jetzt, Alter, jetzt hat es Eile! - "Сад, стари, морамо пожурити!"). Пизаро каже да ће уместо тога сам убити Флорестана, и наређује Року да му ископа гроб у поду тамнице. Када гроб буде спреман, Роко ће упалити аларм, након чега ће Пизаро ући у тамницу и убити Флорестана. Фиделио је, чувши за Пизарову заверу, узнемирен, али нада се да ће спасити Флорестана (Abscheulicher! Wo eilst du hin? и  Komm, Hoffnung, lass den letzten Stern - "Чудовиште! Где си тако брз?" и "Дођи, надам се, пусти последњу звезду").
Хакино још једном моли Марцелину да се уда за њега, али она и даље одбија. Фиделио, надајући се да ће открити Флорестана, моли Рока да пусти сиромашне затворенике да шетају у врту и уживају у лепом времену. Марцелина га слично моли, а Роко пристаје да одврати пажњу Пизару док су затвореници слободни. Затвореници, усхићени привременом слободом, радосно певају (O welche Lust - "О каква радост"), али сећајући се да би их могао ухватити гувернер затвора Пизаро, убрзо се утишавају.
Након састанка с Пизаром, Роко се поново враћа и говори Фиделију да ће Пизаро дозволити брак, а Фиделио ће такође моћи да се придружи Року током његових кругова у тамници (Nun sprecht, wie ging's? - "Говори, како је прошло?"). Роко и Фиделио припремају се за одлазак у Флорестанову ћелију, уз сазнање да га морају убити и сахранити за сат времена. Фиделио је уздрман; Роко покушава да обесхрабри Фиделија да сиђе, али Фиделио инсистира. Док се спремају за одлазак, Хакино и Марцелина упадају и говоре Року да побегне, пошто је Пизаро сазнао да је затвореницима дозвољено да шетају, и бесан је (Ach, Vater, Vater, eilt! - "О, оче, оче, пожури!").
Пре него што успеју да оду, Пизаро улази и захтева објашњење. Роко, брзо размишљајући, одговара да је заробљеницима дато мало слободе у част дана имена шпанског краља, и тихо предлаже да Пизаро сачува свој бес због затвореника у тамници испод. Пизаро му говори да пожури и ископа гроб, а затим најављује да ће се затвореници поново затворити. Роко, Леонора, Хакино и Марцелина нерадо враћају затворенике у своје ћелије. (Leb wohl, du warmes Sonnenlicht - "Збогом, топло ти је сунце").

### Чин 2
Флорестан је сам у својој ћелији, дубоко у тамници. Прво пева о поверењу Богу, а затим има визију супруге Леоноре која долази да га спаси (Gott! Welch Dunkel hier! -"Бог! Каква је тама овде" и In des Lebens Frühlingstagen -"У пролећним данима живота"). Флорестан се сруши и заспи, док Роко и Фиделио долазе да ископају његов гроб. Док копају, Роко наговара Фиделија да пожури (Wie kalt ist es in diesem unterirdischen Gewölbe! - „Колико је хладно у овој подземној комори“ и Nur hurtig fort, nur frisch gegraben - „Дођите да радите и копајте“, „Дует копања гроба“).
Флорестан се буди и Фиделио га препозна. Када Флорестан сазна да затвор у којем се налази припада Пизару, он тражи да се пошаље порука његовој жени Леонори, али Роко каже да је то немогуће. Флорестан моли да попије кап воде, а Роко каже Фиделију да му је да. Флорестан не препознаје Фиделија, своју прерушену супругу Леонору, али говори Фиделију да ће за добро дело на небу бити награђен (Euch werde Lohn in bessern Welten - „Бићеш награђен у бољим световима“). Фиделио даље моли Рока да му се дозволи да да Флорестану корицу хлеба, а Роко пристаје.
Роко се покорава наредбама и оглашава аларм за Пизара, који се појављује и пита је ли све спремно. Роко каже да јесте, и наређује Фиделиу да напусти тамницу, али Фиделио се уместо тога сакрива. Пизаро открива свој идентитет Флорестану који га оптужује за убиство (Er sterbe! Doch er soll erst wissen - "Пустите га да умре! Али прво би требао знати"). Док Пизаро вади бодеж, Фиделио скаче између њега и Флорестана и открива свој идентитет Леоноре, Флорестанове супруге. Пизаро подиже свој бодеж да би је убио, али она повлачи пиштољ и прети да ће га убити.
Управо тада се чује труба која најављује долазак министра. Хакино улази, а затим војници, како би најавили да их министар чека на капији. Роко поручује војницима да испрате гувернера Пизара горе. Флорестан и Леонора певају својој победи док Пизаро изјављује да ће се осветити, а Роко изражава свој страх од онога што ће доћи (Es schlägt der Rache Stunde - „Осветничка звона“). Флорестан и Леонора заједно певају љубавни дует (O namenlose Freude! - "О неименована радости!"). 
Овде се понекад свира увертира "Леонора бр. 3".
Затвореници и мештани певају дану и часу правде која је дошла (Heil sei dem Tag! - "Поздрав дану!"). Министар, дон Фернандо, најављује да је тиранија окончана. Роко улази, са Леонором и Флорестаном, и моли дон Фернанда да им помогне (Wohlan, so helfet! Helft den Armen! - "Па помозите! Помозите сиромасима!"). Роко објашњава како се Леонора прерушила у Фиделија да би спасла свог мужа. Претходно заљубљена у Фиделија, Марцелина је шокирана. Роко описује Пизарову заверу о убиству, а Пизаро је одведен у затвор. Флорестана је Леонора ослободила ланаца, а гомила пева похвале Леонори, оданом спасиоцу свог мужа (Wer ein holdes Weib errungen - "Ко има добру жену").

## Инструментација
Оркестар се састоји од 1 пикола, 2 флауте, 2 обое, 2 кларинета, 2 фагота, контрабаса, 4 рога, 2 трубе, 2 тромбона, тимпана и гудача. Ту је и труба у изван бине.